# ヨーゼフ・シゲティ
ヨーゼフ・シゲティ（Joseph Szigeti, ハンガリー語: Szigeti József [ˈsiɡɛtiˌjoːʒɛf], 1892年9月5日 - 1973年2月19日）は、ハンガリー出身のヴァイオリン奏者。日本ではヨゼフ・シゲティという表記も多く見られる。ハンガリー語名で姓・名の順に呼ぶとシゲティ・ヨージェフまたはスィゲティ・ヨージェフとなる。

## 略歴

### 幼少期から青年期
ブダペストにジンゲル・ヨージェフ (ハンガリー語: Singer József [ˈziŋːɡerˌjoːʒɛf]) として生まれる。父親はカフェのオーケストラの首席奏者であり、叔父もコントラバスを弾くなど、音楽家の家系であった。
少年時代はカルパチア山脈の麓のマロシュ城県（Maros vármegye  [ˈmɒroʃˌvɑ̈ːrmɛɟɛ]の県庁所在地のマーラマロシュシゲト（Máramarossziget [ˈmɑ̈ːrɒmɒroʃsiɡɛt]）市で過ごし、父親の手ほどきを受け、ブダペストの私設音楽院予備校で歌劇場のオーケストラの団員にヴァイオリンを習った。ほどなくして、ブダペスト音楽院のフバイ・イェネーに師事し、1904年にはベルリンのヨーゼフ・ヨアヒムを訪問し、ベートーヴェンのヴァイオリン協奏曲を演奏して評価されている。1906年にはベルリンのサロンで演奏した後、フランクフルトのアルベルト・シューマン・サーカスに「スラギ」(Szulagi)という芸名で数か月雇われた。1906年にはロンドンのベヒシュタイン・ホール(現在のウィグモア・ホール)でイギリス・デビューを飾り、1908年にハミルトン・ハーティのヴァイオリン協奏曲を初演し、作品を献呈された。1907年にはフェルッチョ・ブゾーニの知己を得て、度々共演するようになったが、1913年に結核を患って一時演奏活動を停止する。

### 成人後
1917年にアンリ・マルトーのジュネーヴ音楽院の後任教授として活動を再開し、1924年までその任に当たった。1923年にはウジェーヌ・イザイから無伴奏ヴァイオリン・ソナタ第1番を献呈されている。1924年にはプラハの「新しい音楽のための国際会議」音楽祭でフリッツ・ライナーとセルゲイ・プロコフィエフのヴァイオリン協奏曲第1番を演奏し、作曲者をして「シゲティ以上に、この曲をすばらしく弾けるヴァイオリニストは他にいない」と言わしめた。

### 渡米
1925年にレオポルド・ストコフスキーの招きで渡米。その後1930年代に世界各国を回り、1931年には初来日を果たし、その翌年にも日本に来訪している。1938年にはエルネスト・ブロッホからヴァイオリン協奏曲を献呈されている。
1940年にアメリカに移住し、1951年に市民権を取得した。同年、フランク・マルタンからヴァイオリン協奏曲を献呈されている。1960年からスイスに居を移し、フランコ・グッリ、海野義雄、久保陽子、潮田益子、前橋汀子 深井硯章らを教えた。
ルツェルンにて死去。娘はニキタ・マガロフと結婚した。

## 他の音楽家との交流
1945年、義理の息子マガロフから、1942年にジュネーヴ国際音楽コンクールのピアノ部門で優勝したゲオルグ・ショルティを紹介され、ベートーヴェンやブラームスのソナタを演奏した。シゲティはその腕前を気に入り、一緒にアメリカへと渡るよう誘ったが、指揮者としてのキャリアが妨げられることを心配したショルティはこれを断っている。

## 著作
- ヨーゼフ・シゲティ著、永井美恵子 北村義男訳『弦によせて』音楽之友社、1967年。
- ヨーゼフ・シゲティ著、谷口幸男訳『ベートーヴェンのヴァイオリン作品―演奏家と聴衆のために』音楽之友社、1993年。
- ヨーゼフ・シゲティ著、山口秀雄訳『ヴァイオリン練習ノート―練習と演奏のための解説付200の引用譜』音楽之友社、2004年。
- ヨージェフ・シゲティ著、内田智雄訳『シゲティのヴァイオリン演奏技法 個性的表現の理論と実践』シンフォニア、2005年。

## 芸風と評価
ジョン・ホルトは、1952年の10月にロンドンでシゲティの演奏するベートーヴェンのヴァイオリン協奏曲を聴き、「速い複雑な部分でシゲティがかなり苦労していて、弾き方が粗っぽく緊張している」のを目撃し、「間違った音が気になって、まともに演奏を聴けなかった」ことを告白している。ホルトはこの体験を考察し、「練習やオーケストラ合わせで、この協奏曲は彼の技量の限界なのはよく分かっていただろう。それを知ったうえで、この愛する曲について、まだ何か伝えたいと決断し、たとえミスを犯す犠牲を払ってでも人々に伝えたいと考えたのだ」と記し、「私がシゲティのコンサートで恐れたように、間違いを恐れていたなら、最初のリサイタルの最後まで弾くこともできないだろう」と述べている。
エッゲブレヒトによれば、シゲティはカール・フレッシュに「勉強不足。時代遅れのボウイング。デタシェ、スタカート、スピカートの部分では、弓がヴァイオリンの駒にあまりにも近づきすぎる。時々フォルテの部分で軋んだ音が出ている」と指摘されている。
山田治生は「表面的美しさを排し、ひたすら音楽の深みをつかみとろうとした。汚い音だって辞さない。ときにはヴァイオリンが軋みをあげることもあった」と評する。
宇野功芳はシゲティのテクニックについて「彼が現代のコンクールを受けたら予選落ちは間違いのないところであろう」としながら、「考え方によってはシゲティは意識して流麗な弾き方や甘美な音を避けていたのだ。(中略)シゲティの厳しい音がヴァイオリンの限界を超えた精神的な深みを感じさせ、高貴さを湛えているのはまさにこのためなのだ」としている。
吉村溪は「音楽に精神性を重んじる日本人好みの奏者」と評する。この評の根拠は、「弓が滑らかにすべるのを拒否するかのようにギシギシと弦を軋ませ、いかにも無骨な調べを衒いなく披露してみせる」ボウイングと、「音程にしたって随所に甘さが目立つ」ようなフィンガリングにも関わらず、「決して耳障りに響かず、それどころかいつの間にか音が五官を通り越して心に訴えかけてくるという稀有な芸風」にあるという。

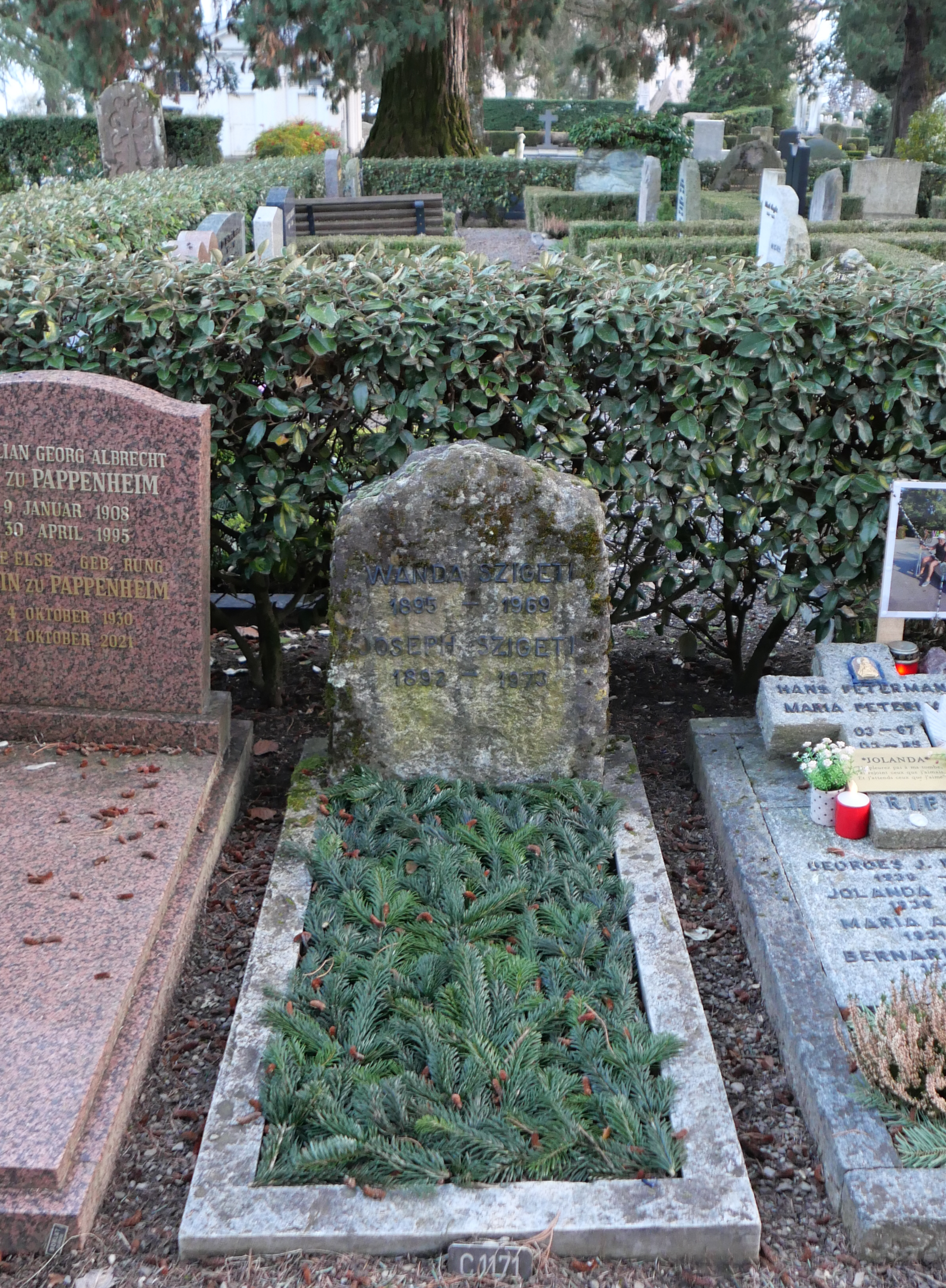
2024年の墓。

渡辺和彦は「シゲティの称揚者は彼の演奏様式に二〇世紀半ばまで隆盛を誇った芸術思潮を当てはめ、『新即物主義（ドイツ語でノイエ・ザッハリヒカイト）』と呼ぶことを好むようだ」とし、「ヴァイオリン演奏の魅力を、アクロバット的なテクニックの披露や、サロン向けの甘い情緒の発露から一挙に『音楽の核心に迫る』激しく厳めしいものへと変貌させた」と評するが、「ブラームスのコンチェルトなどで時おり聴かせる昔懐かしいポルタメントや意図的な音型の崩しに接すると、（中略）、彼を『新即物主義のヴァイオリニスト』に括ってよいものか疑問がわいてくる」とも述べている。
シゲティはクラレンス・モントルー墓地の妻ワンダの隣に最後の安息の地を見つけた。 彼らの娘イレーネ（1920～2005年）とグルジア系ロシア人で世界的に有名なピアニストの義理の息子ニキータ・マガロフ（1912～1992年）は、墓からわずか数メートルのところに埋葬されている。